# Liste der Naturdenkmale in Runkel
Die Liste der Naturdenkmale in Runkel nennt die im Gebiet der Stadt Runkel im Landkreis Limburg-Weilburg in Hessen gelegenen Naturdenkmale.
| Bild            | Bezeichnung | Ortsteil, Lage                                     | Beschreibung | Art            | Nr.     |
| --------------- | ----------- | -------------------------------------------------- | --- | -------------- | ------- |
| Fotos hochladen | 2 Eichen    | Dehrn, Schloßstraße 50° 24′ 59,8″ N, 8° 5′ 33,5″ O | am Schloss Dehrn; links und rechts der Schloßstraße im südwestlichen Ortsrandbereich; starke Stämme und zum Teil reich verzweigte Kronen rechts: Alte Eiche, Zufahrt Burg Stammumfang: 7,85 m (2020) Höhe: 25 m (2020) geschätztes Alter: 300–500        | Stieleiche     | 3533024 |
| Fotos hochladen | 2 Eichen    | Dehrn, Schloßstraße 50° 25′ 0,5″ N, 8° 5′ 35,1″ O  | am Schloss Dehrn; links und rechts der Schloßstraße im südwestlichen Ortsrandbereich; starke Stämme und zum Teil reich verzweigte Kronen links: Pyramideneiche, Zufahrt Burg Stammumfang: 6,40 m (2020) Höhe: 17 m (2020) geschätztes Alter: 200 (circa) | Pyramideneiche | 3533024 |
| BW              | 2 Kastanien | Hofen 50° 25′ 37,3″ N, 8° 9′ 34,9″ O               | Beiderseits des Friedhofseingangs im nördlichen Ortsrandbereich von Hofen; Kronen bedrängen sich gegenseitig | Kastanie       | 3533067 |
| BW              | Linde       | Wirbelau 50° 26′ 38,8″ N, 8° 13′ 39,2″ O           | Friedhof, Runkel-Wirbelau (beim Orkan „Kyrill“ am 18. und 19. Januar 2007 umgestürzt. Noch nicht offiziell als ND gelöscht.) | Linde          | 3533073 |

## Belege
1. ↑  
Liste der Naturdenkmale im Landkreis Limburg-Weilburg. (PDF; 33 kB) In: www.landkreis-limburg-weilburg.de. Landkreis Limburg-Weilburg, März 2018, abgerufen am 10. Juni 2022.
2. 1 2 3 4  
Naturdenkmale in Hessen. (pdf; 405 kB) Anlage zu Kleine Anfrage der Abg. Ursula Hammann (BÜNDNIS 90/DIE GRÜNEN) vom 15.04.2011 betreffend Biotopverbund Teil 2 und Antwort der Ministerin für Umwelt, Energie, Landwirtschaft und Verbraucherschutz. Hessischer Landtag, 22. Juni 2011, abgerufen am 4. Februar 2016.
3. ↑  „Eiche bei Dehrn“ in „Monumentale Eichen“ von Rainer Lippert, bei www.monumentale-eichen.de
4. ↑  „Pyramideneiche in Dehrn“ in „Monumentale Eichen“ von Rainer Lippert, bei www.monumentale-eichen.de

- Karte mit allen Koordinaten:
- OSM |
- WikiMap